# Оливье, Людвиг Генрих Фердинанд
Людвиг Генрих Фердинанд Оливье (нем. Ludwig Heinrich Ferdinand Olivier; 1759, Ла-Саррас, Во — 31 марта 1815, Вена) — швейцарский учёный-педагог, научный писатель и филантроп, работавший в Германии. Отец трёх братьев-художников Оливье.
В 1780 году окончил Филантропиум в Дессау (нем. Philanthropinum Dessau). В 1793 году основал в этом же городе учебно-воспитательное заведение, с 1801 года много путешествовал по Европе, пропагандируя разработанный им звуковой метод обучения чтению и письму. В 1804 году приехал в Лейпциг, где познакомился с Тиллихом; вскоре они решили присоединить заведение Оливье к педагогиуму Тиллиха, и на пасху 1805 года оно было перемещено в Лейпциг. Метод Оливье понравился герцогу Леопольду III, впоследствии он был распространён и в других германских городах. Однако впоследствии из-за расхождения во взглядах Оливье был вынужден оставить своё заведение Тиллиху. В 1814 году из-за болезни сына он переехал в Вену и умер там спустя год; похоронен был у замка Орлик. Был одним из первых учителей императора Вильгельма I.
Главные труды: «Orthoepographisches Elementarwork» (Дессау, 1804—1806), «Die Kunst, Lesen und Rechtschreiben zu lehren, auf ihr Grundprinzip zurückgeführt» (1801), «Ueber den Wert guter, natürlicher Unterrichtsmethoden» (1802).